# سفارة اليونان في النرويج
سفارة اليونان في النرويج هي أرفع تمثيل دبلوماسي لدولة اليونان لدى النرويج. تقع السفارة في وهي تهدف لتعزيز المصالح اليونانية في النرويج.

## وصلات خارجية
- قائمة سفارات اليونان
- قائمة السفارات في النرويج